# George Spencer, Duce de Marlborough
George Spencer, al 4-lea Duce de Marlborough (26 ianuarie 1739 – 29 ianuarie 1817), numit Marchiz de Blandford până în 1758, a fost militar și politician britanic din familia Spencer. A servit ca Lord Șambelan între 1762 și 1763 Lord al sigiliului privat între 1763 și 1765.

## Biografie
A fost fiul cel mare al lui Charles Spencer, Duce de Marlborough și a soției acestuia, Elizabeth Trevor. A fost educat la colegiul Eton.
A succedat tatălui său în Camera Lorzilor și la titlul de Duce de Marlborough în 1758. Amator de astronomie, și-a construit un observator la reședința sa de la Palatul Blenheim.

### Familie
Marlborough s-a căsătorit cu Lady Caroline Russell, fiica lui John Russell, al 4-lea Duce de Bedford, în 1762, cu care a avut opt copii:
- Lady Caroline Spencer (1763–1813), căsătorită cu Henry Ellis, al 2-lea Viconte Clifden; au avut copii.
- Lady Elizabeth Spencer (1764–1812), căsătorită cu vărul ei, John Spencer (un nepot al lui Charles Spencer, Duce de Marlborough); au avut copii.
- George Spencer-Churchill, Duce de Marlborough (1766–1840)
- Lady Charlotte Spencer (1769–1802), căsătorită cu reverendul Edward Nares; au avut copii.
- Lord Henry Spencer (1770–1795)
- Lady Anne Spencer (1773–1865), căsătorită cu Cropley Ashley-Cooper, al 6-lea Conte de Shaftesbury; au avut copii.
- Lady Amelia Spencer (1774–1829), căsătorită cu Henry Pytches Boyce.
- Lord Francis Almeric Spencer (1779–1845), creat Baron Churchill în 1815.

Ducesa de Marlborough a murit la Palatul Blenheim în noiembrie 1811, la vârsta de 68 de ani. Ducele de Marlborough a murit la Palatul Blenheim în ianuarie 1817, la vârsta de 78 de ani, și a fost înmormânat acolo.